# Hemidactylus platycephalus
Hemidactylus platycephalus là một loài thằn lằn trong họ Gekkonidae. Loài này được Peters mô tả khoa học đầu tiên năm 1854.